# März 2010
Portal Geschichte | Portal Biografien | Aktuelle Ereignisse | Jahreskalender | Tagesartikel

◄ |
20. Jahrhundert |
21. Jahrhundert

◄ |
1980er |
1990er |
2000er |
2010er
| 2020er | 2030er | 2040er

◄ |
2006 |
2007 |
2008 |
2009 |
2010
| 2011 | 2012 | 2013 | 2014 | ►

◄ |
Dezember 2009 |
Januar 2010 |
Februar 2010 |
März 2010 |
April 2010 |
Mai 2010 |
Juni 2010 |
►
Dieser Artikel behandelt tagesbezogene Nachrichten und Ereignisse im März 2010.

## Tagesgeschehen

### Montag, 1. März 2010
- Sydney/Australien: Über 5.000 Menschen versammeln sich vor dem Sydney Opera House für eine Nacktaufnahme des amerikanischen Künstlers Spencer Tunick.[1]

### Dienstag, 2. März 2010

Logo von BASF

- Brüssel/Belgien: Die Europäische Kommission erlaubt dem Chemie-Unternehmen BASF, die umstrittene gentechnisch veränderte Stärke-Kartoffelsorte Amflora zu industriellen Zwecken und als Viehfutter anzubauen.[2]
- Kampala/Uganda: Infolge heftiger Regenfälle kommt es am Mount Elgon zu Erdrutschen, durch die mindestens 80 Menschen sterben.[3]
- Karlsruhe/Deutschland: Das Bundesverfassungsgericht erklärt die gegenwärtige Gesetzgebung zur Vorratsdatenspeicherung für verfassungswidrig.[4]

### Mittwoch, 3. März 2010
- Almere, Den Haag/Niederlande: Bei den Kommunalwahlen erlangt Geert Wilders' rechtspopulistische Partij voor de Vrijheid im Gemeinderat von Almere die Mehrheit, in Den Haag wird sie zweitstärkste Kraft.[5]
- Bagdad/Irak: Bei drei Bombenanschlägen kommen mindestens 33 Menschen ums Leben und 55 weitere werden verletzt.[6]
- Kiew/Ukraine: Ein von Wiktor Janukowytschs Regierungspartei beantragtes Misstrauensvotum, dem das Parlament zustimmt, zwingt Ministerpräsidentin Julija Tymoschenko zum Rücktritt.[7]

### Donnerstag, 4. März 2010
- Düsseldorf/Deutschland: Das Oberlandesgericht verurteilt die Mitglieder der Sauerland-Gruppe wegen Verabredung zu vielfachen Mord zu Haftstrafen zwischen fünf und zwölf Jahren.[8]
- Kunda/Indien: Über 60 Menschen sterben bei einer Massenpanik vor einem hinduistischen Tempel.[9]
- Straßburg/Frankreich: Vor dem Europäischen Gerichtshof für Menschenrechte fordert der Yukos-Gründer Michail Borissowitsch Chodorkowski von der Regierung der Russischen Föderation rund 98 Milliarden US-Dollar Schadensersatz für die Zerschlagung des Yukos-Konzernes.[10]

### Freitag, 5. März 2010

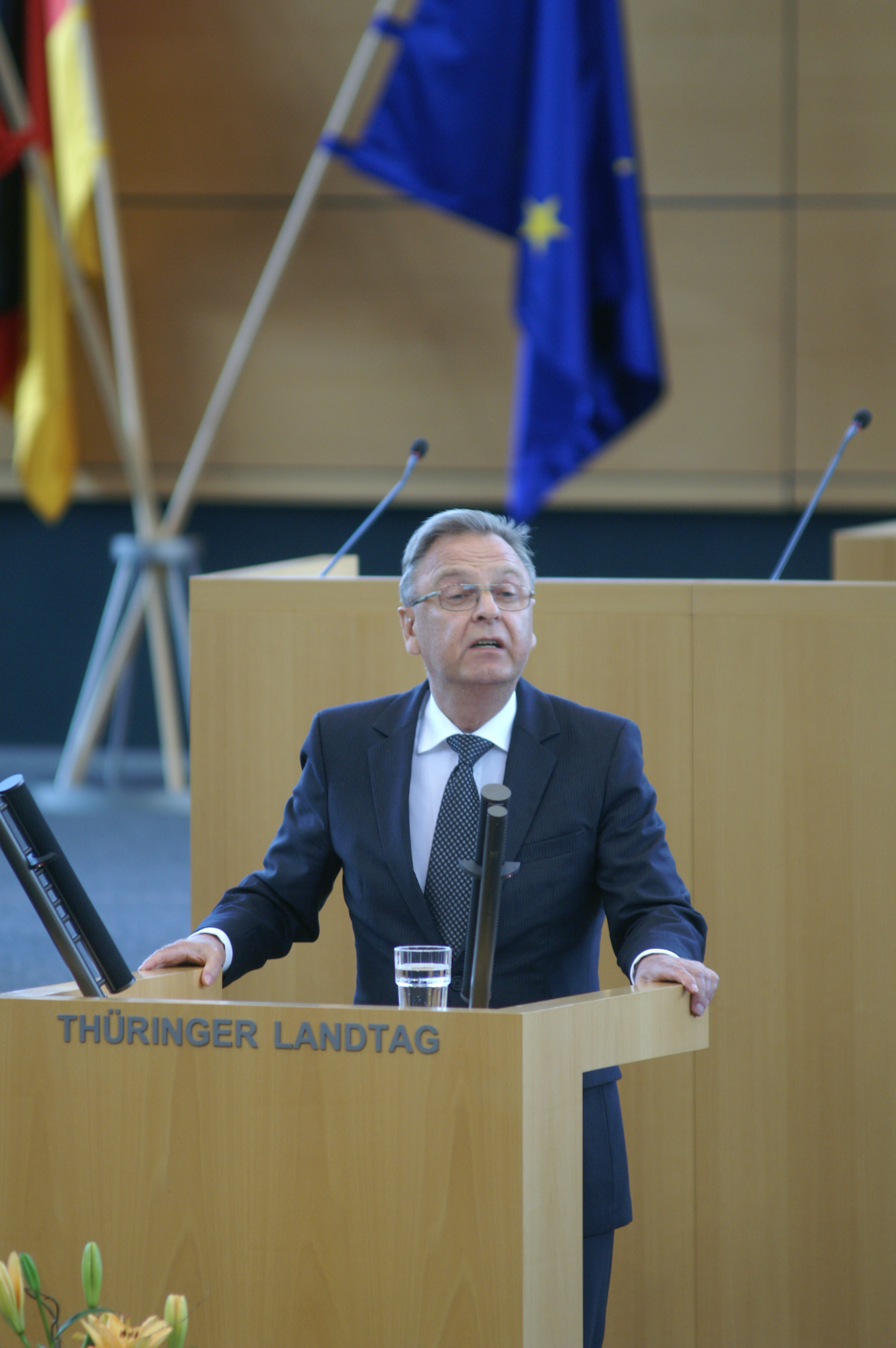
Hans-Jürgen Papier

- Karlsruhe/Deutschland: Andreas Voßkuhle wird als Nachfolger von Hans-Jürgen Papier Präsident des Bundesverfassungsgerichtes.[11]
- Washington, D.C. / Vereinigte Staaten: Als der außenpolitische Ausschuss des US-Kongresses beschließt, den Völkermord an den Armeniern als Genozid zu betrachten, kommt es zu diplomatischen Spannungen zwischen den Vereinigten Staaten und der Türkei, die ihren Botschafter aus Washington abberuft.[12]

### Samstag, 6. März 2010
- Reykjavík/Island: Das Icesave-Gesetz, das die Schuldenrückzahlung an die Niederlande und das Vereinigte Königreich regeln sollte, wird bei einem Volksreferendum mit 93,2 % der abgegebenen Stimmen abgelehnt.[13]

### Sonntag, 7. März 2010

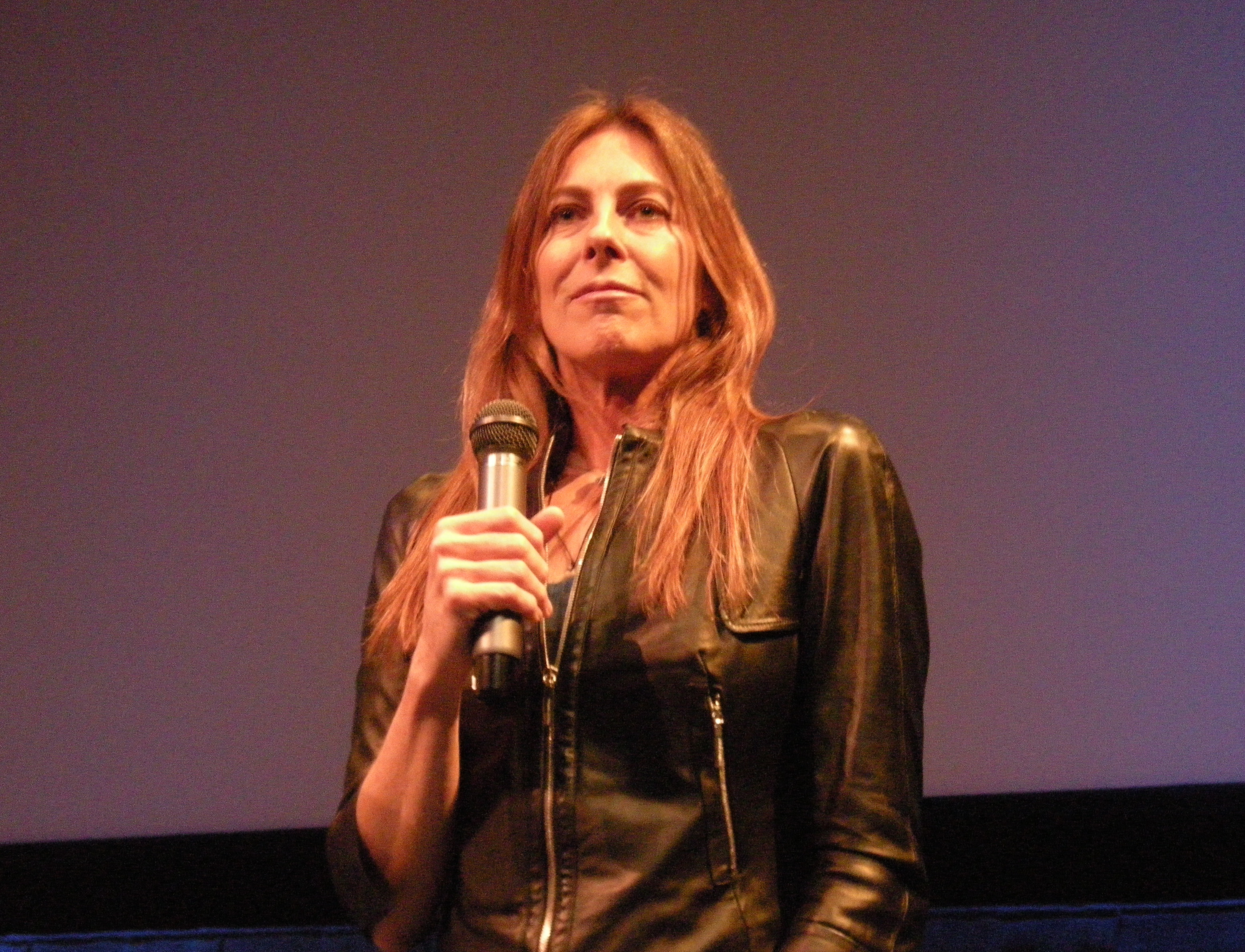
Kathryn Bigelow

- Bagdad/Irak: Die überkonfessionelle Irakija-Partei unter Ex-Regierungschef Iyad Allawi gewinnt mit hauchdünnem Vorsprung die Parlamentswahlen vor der Partei des aktuellen Regierungschefs Nuri al-Maliki.[14]
- Jos/Nigeria: Bei Ausschreitungen zwischen Christen und Muslimen sterben mindestens 500 Menschen.[15]
- Lomé/Togo: Bei der Präsidentschaftswahl gewinnt Amtsinhaber Faure Gnassingbé mit 60,9 % der Wählerstimmen vor seinem Herausforderer Jean-Pierre Fabre, der 33,9 % der Wählerstimmen erhält.[16]
- Los Angeles / Vereinigte Staaten: Bei der 82. Oscarverleihung wird Kathryn Bigelows Kriegsdrama Tödliches Kommando – The Hurt Locker als bester Film ausgezeichnet; den Preis für den besten Nebendarsteller gewinnt der Österreicher Christoph Waltz.[17]

### Montag, 8. März 2010

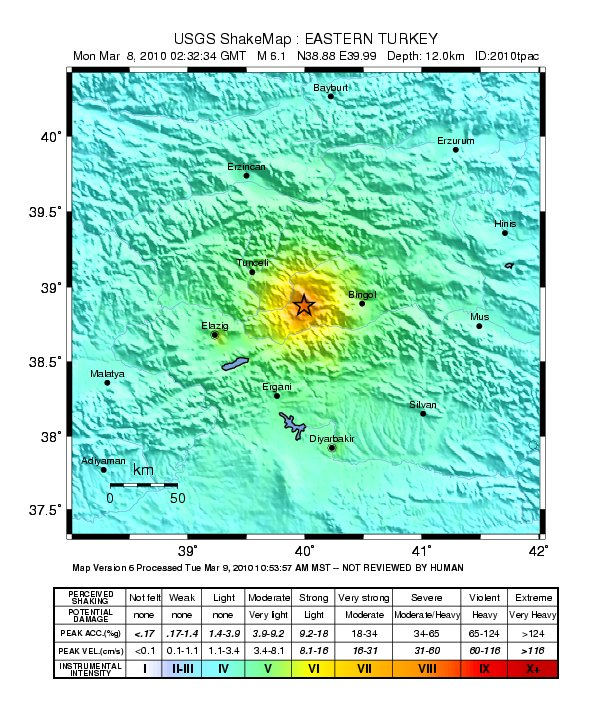
Schematische Darstellung des Erdbebens in der Türkei

- Kovancılar/Türkei: Bei einem Erdbeben der Stärke 6,0 Mw kommen mindestens 57 Menschen ums Leben und über 100 weitere werden verletzt.[18]
- Washington, D.C. / Vereinigte Staaten: Die Regierung hebt die Handelsembargos gegenüber dem Iran, Kuba und dem Sudan im Bereich Softwarehandel auf, um die dortigen Oppositionsbewegungen zu stärken.[19]

### Dienstag, 9. März 2010
- Pjöngjang/Nordkorea: Das Land stellt eine eigene Division für Mittelstreckenraketen mit 3.000 km Reichweite auf und gibt den Ausbau seines Atomprojektes bekannt.[20]

### Mittwoch, 10. März 2010
- Abu Dhabi / Vereinigte Arabische Emirate: Bei den Laureus World Sports Awards werden Leichtathlet Usain Bolt und Tennisspielerin Serena Williams zu den Weltsportlern des Jahres gekürt; Mannschaft des Jahres wird das Formel-1-Team Brawn GP.[21]

### Donnerstag, 11. März 2010
- Kiew/Ukraine: Der bisherige Finanzminister Mykola Asarow wird vom Parlament zum Ministerpräsidenten gewählt.[22]
- Stockholm/Schweden: Der Reichstag stuft den Massenmord an den Armeniern, den Pontos-Griechen, den Aramäern und anderen christlichen Minoritäten im Osmanischen Reich als Völkermord ein, woraufhin die Türkei ihre Botschafterin Zergün Korutürk abberuft.[23]

### Freitag, 12. März 2010
- Almaty/Kasachstan: Bei einer durch einen Dammbruch ausgelösten Flutwelle kommen mindestens 35 Menschen ums Leben.[24]
- Bangkok/Thailand: Im Protest gegen die Regierung versammeln sich in Bangkok tausende Aktivisten der Nationalen Demokratischen Einheitsfront gegen Diktatur. Als Erkennungszeichen tragen sie rote Hemden. Die Aktion, an der sich Menschen aus dem ganzen Land beteiligen, verläuft friedlich, wenngleich manche Teilnehmer sich auch härtere Mittel zur Beseitigung der Diktatur vorstellen können.
- Garmisch-Partenkirchen/Deutschland: Der Schweizer Carlo Janka und die US-Amerikanerin Lindsey Vonn gewinnen die Gesamtwertung des Alpinen Skiweltcups.[25]
- Köln/Deutschland: Die 18-jährige Schülerin Lena Meyer-Landrut gewinnt das Finale des Deutschen Vorentscheides zum Eurovision Song Contest 2010 mit dem Song Satellite.[26]
- Vancouver/Kanada: Die Winter-Paralympics 2010 beginnen.

### Samstag, 13. März 2010
- Antananarivo/Madagaskar: Der Tropensturm „Hubert“ fordert mindestens 14 Menschenleben.[27]
- Neu-Delhi/Indien: Nach einem 2:1-Finalsieg über Titelverteidiger Deutschland wird Australien neuer Feldhockey-Weltmeister.[28]

### Sonntag, 14. März 2010

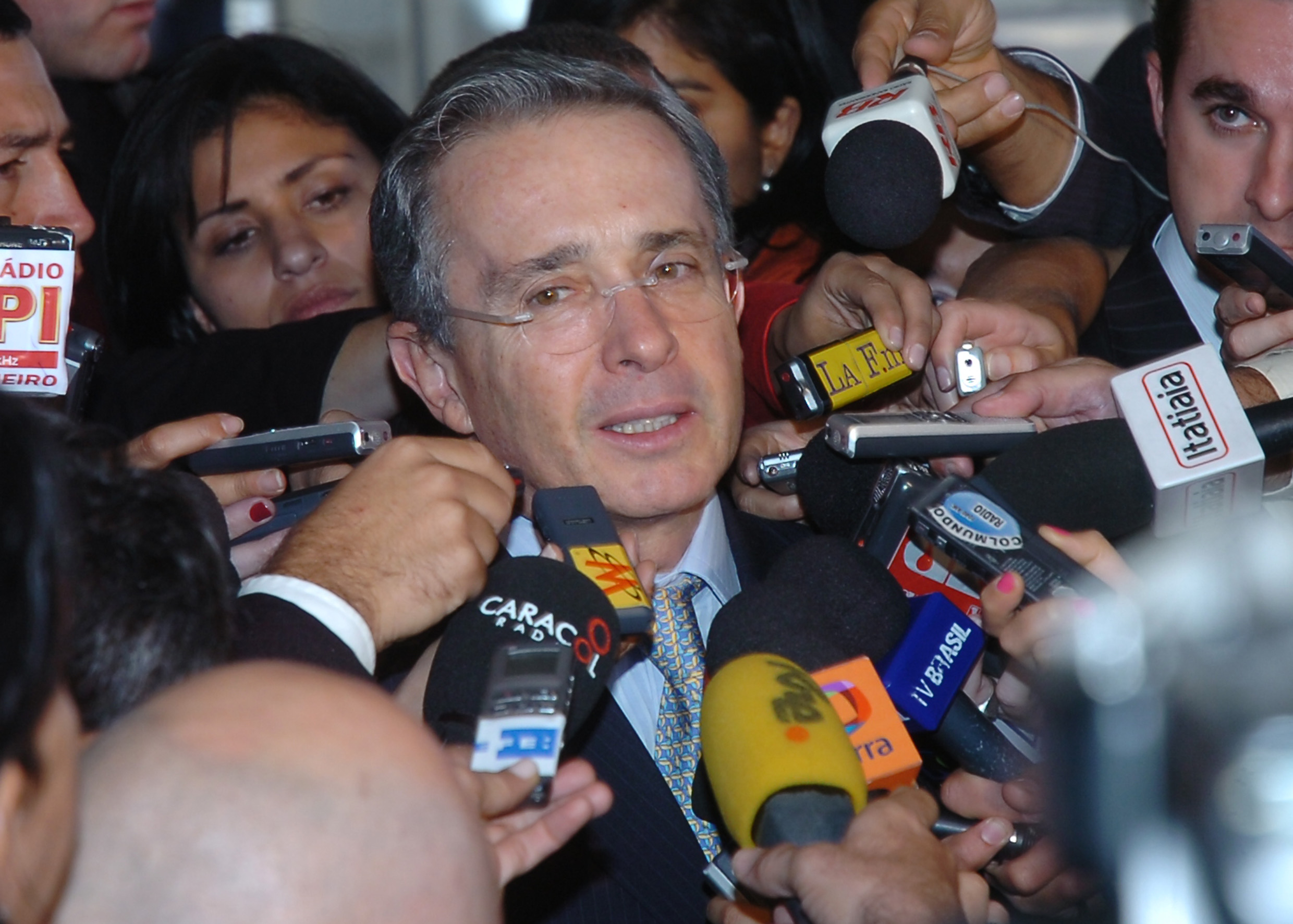
Álvaro Uribe Vélez

- Bogotá/Kolumbien: Bei den Parlamentswahlen gewinnen die konservativen Parteien der Regierungskoalition von Präsident Álvaro Uribe Vélez. Nationale und internationale Beobachter berichten von Stimmenkauf und Wählereinschüchtrung.[29]
- Frankfurt am Main/Deutschland: Für seine Forschung auf dem Gebiet der Zytokine wird der US-Amerikaner Charles Dinarello mit dem Paul-Ehrlich-und-Ludwig-Darmstaedter-Preis ausgezeichnet.[30]
- Moskau/Russland: Bei den Regionalwahlen wird die Regierungspartei Einiges Russland stärkste Kraft, muss jedoch starke Verluste hinnehmen.[31]
- Paris/Frankreich: Die Parti socialiste gewinnt die Regionalwahlen, während die Regierungspartei UMP von Präsident Nicolas Sarkozy große Verluste hinnehmen muss und zweitstärkste Kraft wird.[32]

### Montag, 15. März 2010

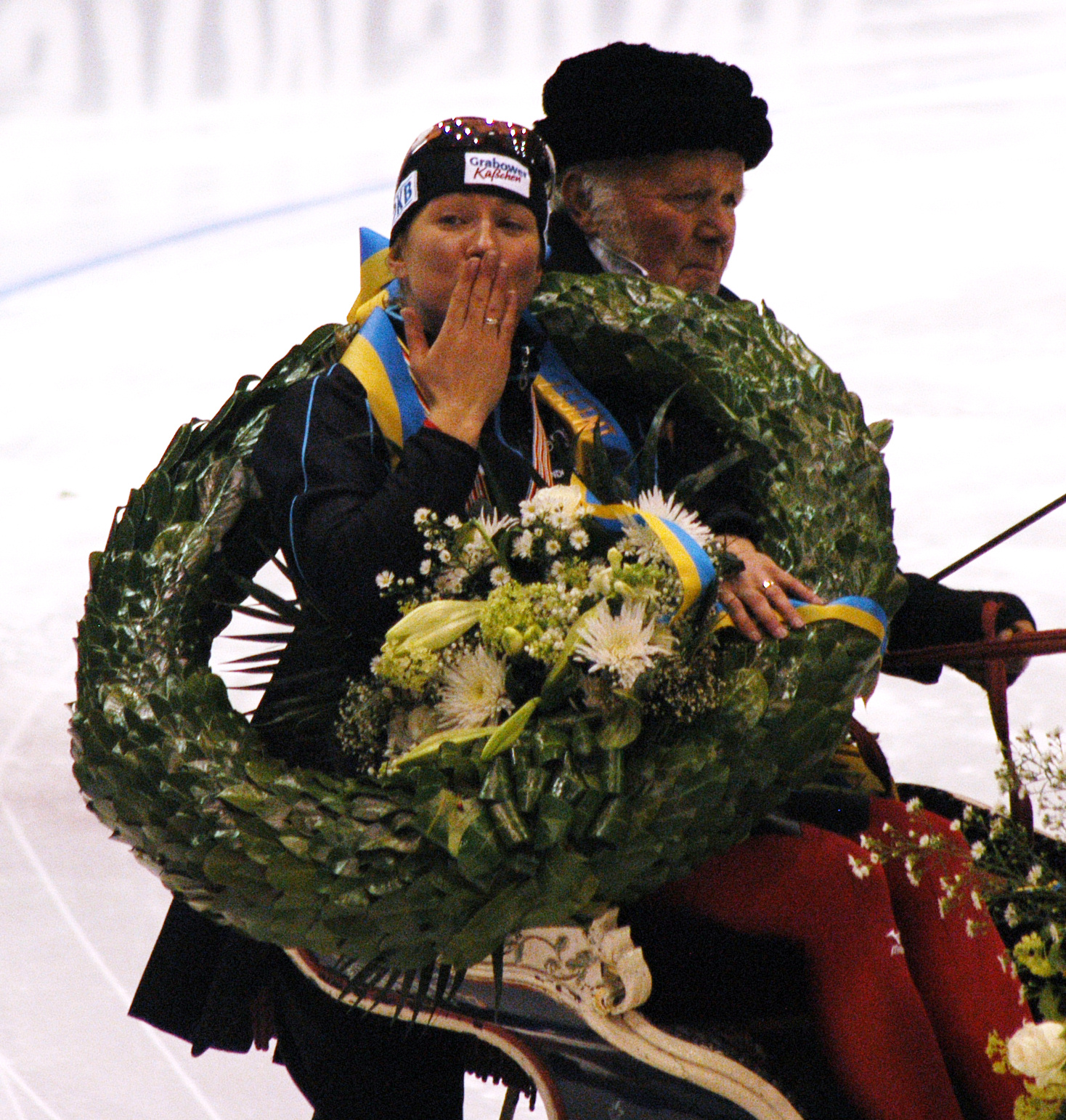
Claudia Pechstein

- Berlin/Deutschland: Mediziner der Deutschen Gesellschaft für Hämatologie und Onkologie bescheinigen Eisschnellläuferin Claudia Pechstein eine vererbte Blutanomalie. Pechstein ist seit Jahren mit Dopingvorwürfen konfrontiert.[33]

### Dienstag, 16. März 2010
- Conakry/Guinea: Die Parlamentswahlen finden statt.
- New York / Vereinigte Staaten: Die Erben von Michael Jackson schließen mit dem Unternehmen Sony Music einen Rekord-Plattenvertrag ab, der ihnen Einnahmen in Höhe von mindestens 200 Millionen US-Dollar garantiert.[34]

### Mittwoch, 17. März 2010
- Abuja/Nigeria: Goodluck Jonathan, geschäftsführender Präsident und Übergangsnachfolger des schwer erkrankten Präsidenten Umaru Yar’Adua, löst das Kabinett auf.[35]

### Donnerstag, 18. März 2010

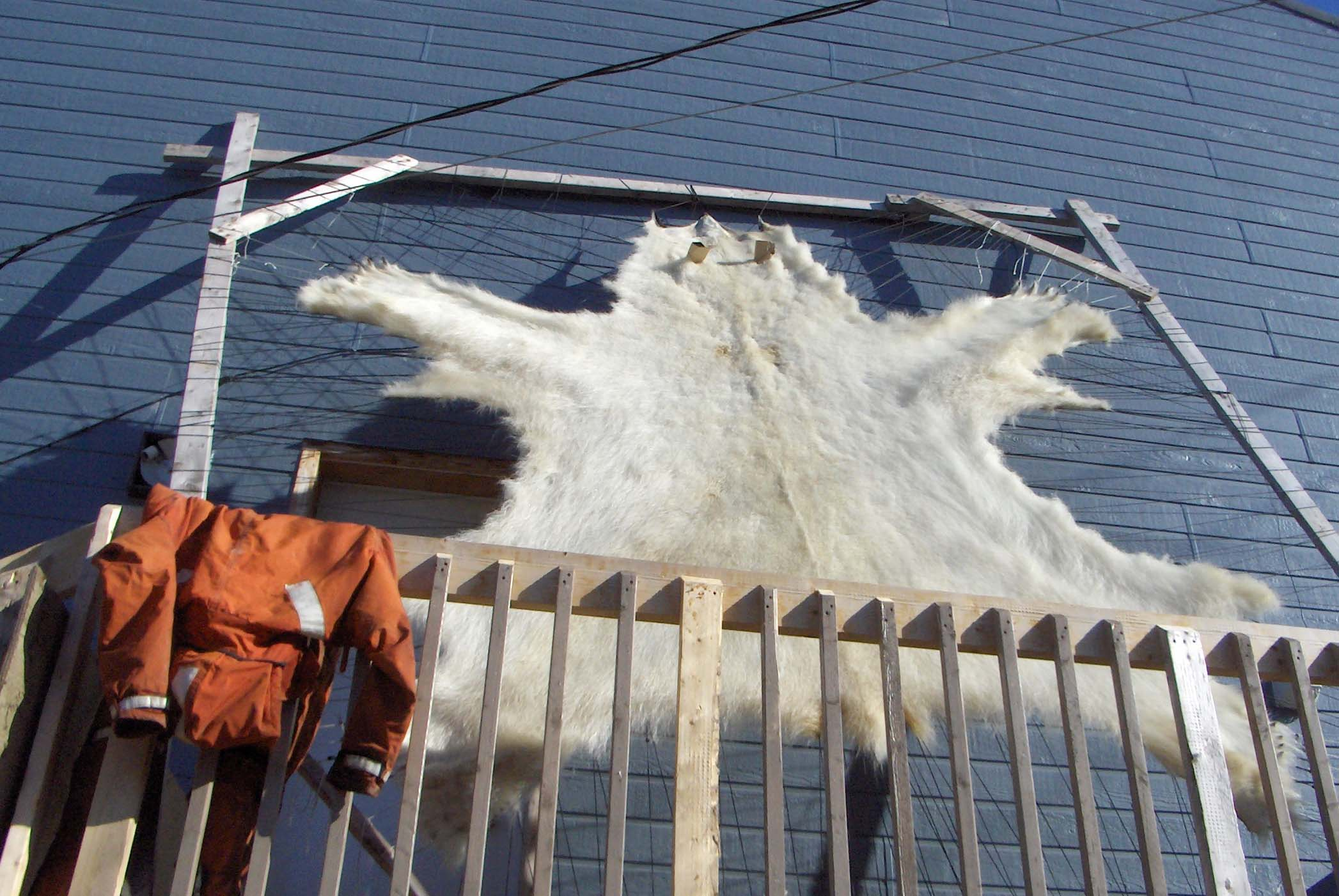
Eisbärenfell

- Bern/Schweiz: Der Ständerat beschließt zwei Gesetzentwürfe, die den Verkauf von sogenannten Killerspielen einschränken beziehungsweise komplett verbieten wollen.[36]
- Doha/Katar: Die Vertragsstaaten des Washingtoner Artenschutzübereinkommens (CITES) lehnen auf ihrer Konferenz ein internationales Handelsverbot für Eisbären und Roten Thunfisch ab.[37]

### Freitag, 19. März 2010
- Khartum/Sudan: Bei Zusammenstößen zwischen Nomaden aus dem Norden und Milizen aus dem Süden des Landes sterben 13 Menschen.[38]

### Samstag, 20. März 2010
- Antananarivo/Madagaskar: Die ersten Parlamentswahlen nach dem Staatsstreich unter Leitung von Andry Rajoelina im letzten Jahr werden abgesagt und Rajoelina, der sich als Übergangspräsident bezeichnet, bleibt de facto Staatschef.[39]
- Vatikanstadt: Papst Benedikt XVI. nimmt in einem Hirtenbrief zum sexuellen und körperlichen Kindesmissbrauch in der katholischen Kirche Stellung.[40]

### Sonntag, 21. März 2010

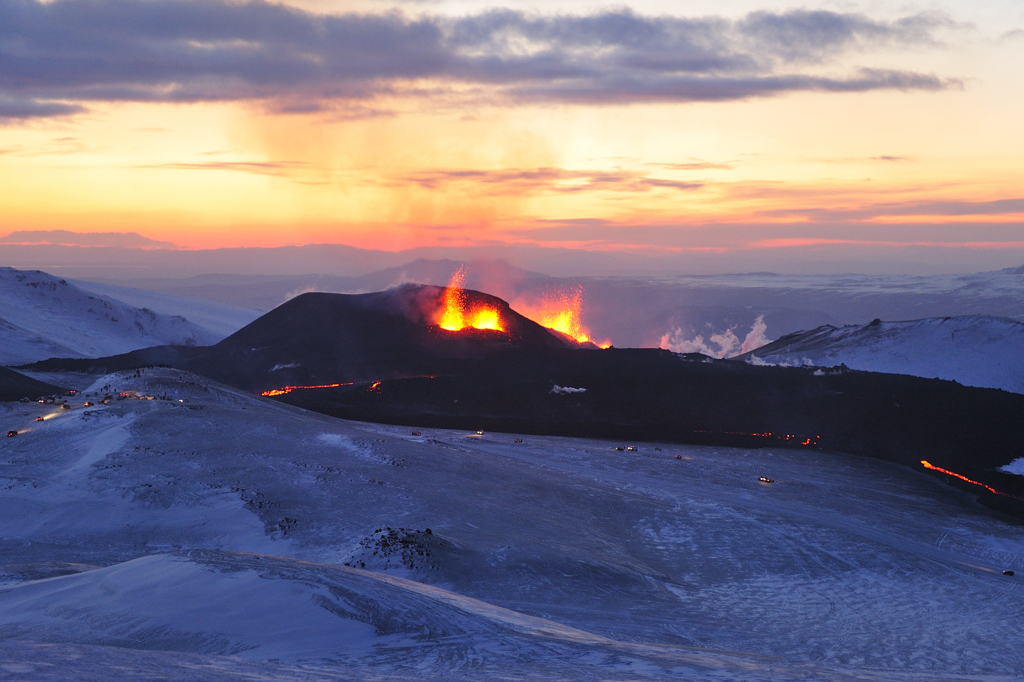
Fimmvörðuháls am Eyjafjallajökull

- Lissabon/Portugal: Der Eritreer Zersenay Tadese stellt beim Halbmarathon mit 58 Minuten und 23 Sekunden einen neuen Weltrekord auf.[41]
- Rangárþing eystra/Island: Der Gletschervulkan Eyjafjallajökull bricht aus. Mehrere hundert Menschen werden aus betroffenen Regionen evakuiert und der Flugverkehr wird vorübergehend eingestellt.[42]
- Vancouver/Kanada: Die Winter-Paralympics 2010 gehen zu Ende; erfolgreichste Nation wird Deutschland mit 13 Gold-, fünf Silber- und sechs Bronzemedaillen.[43]

### Montag, 22. März 2010

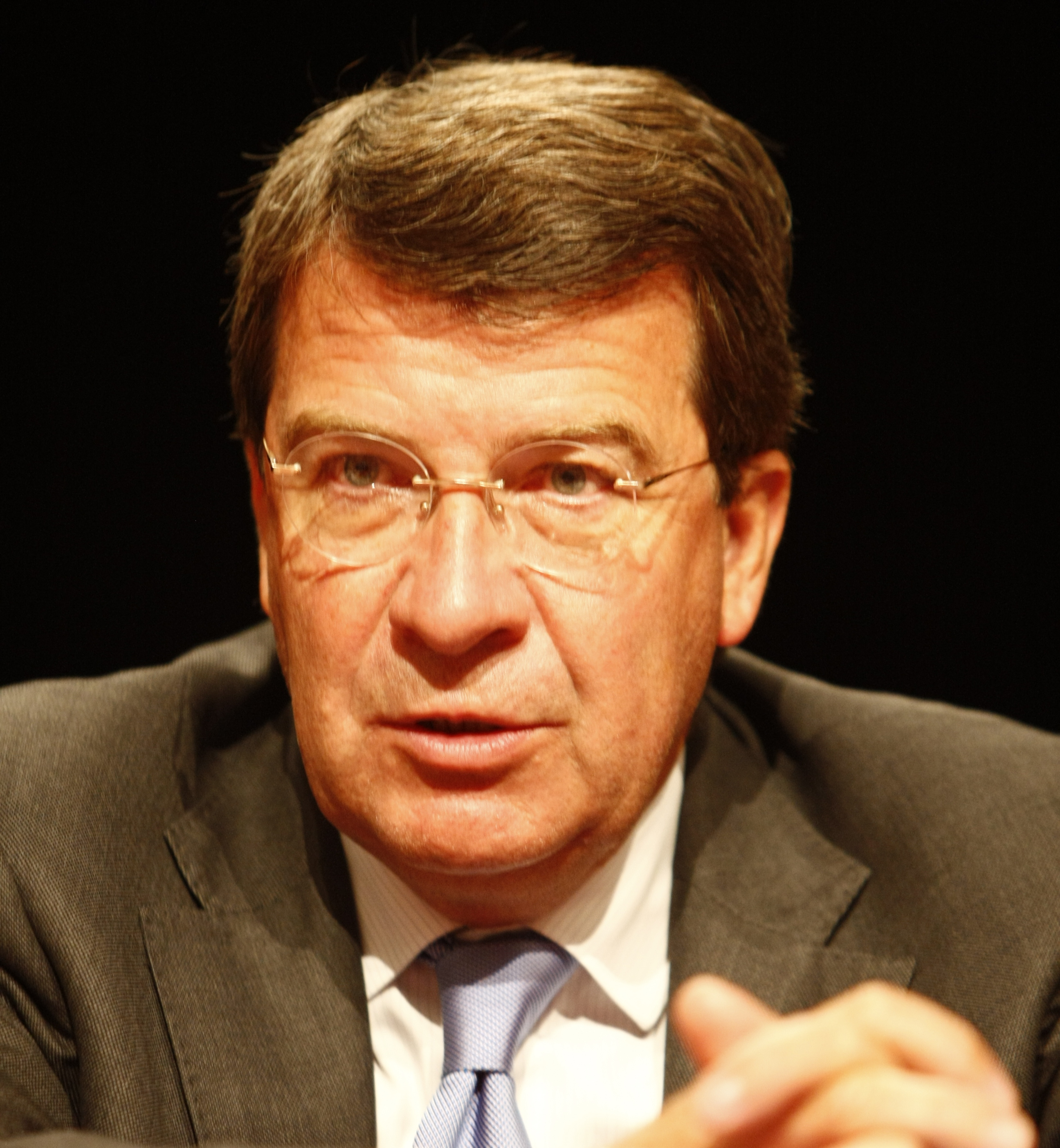
Xavier Darcos

- Paris/Frankreich: Als Konsequenz aus den Verlusten bei den Regionalwahlen bildet Präsident Nicolas Sarkozy das Kabinett um und ersetzt den bisherigen Arbeitsminister Xavier Darcos durch Éric Woerth.[44]
- Washington, D.C. / Vereinigte Staaten: Das Repräsentantenhaus billigt die von US-Präsident Barack Obama initiierte, „Obamacare“ genannte Reform des Gesundheitssystems.[45]

### Dienstag, 23. März 2010
- Aachen/Deutschland: Das Landgericht verurteilt den ehemaligen SS-Angehörigen Heinrich Boere wegen dreifachen Mordes zu lebenslanger Haft.[46]

### Mittwoch, 24. März 2010

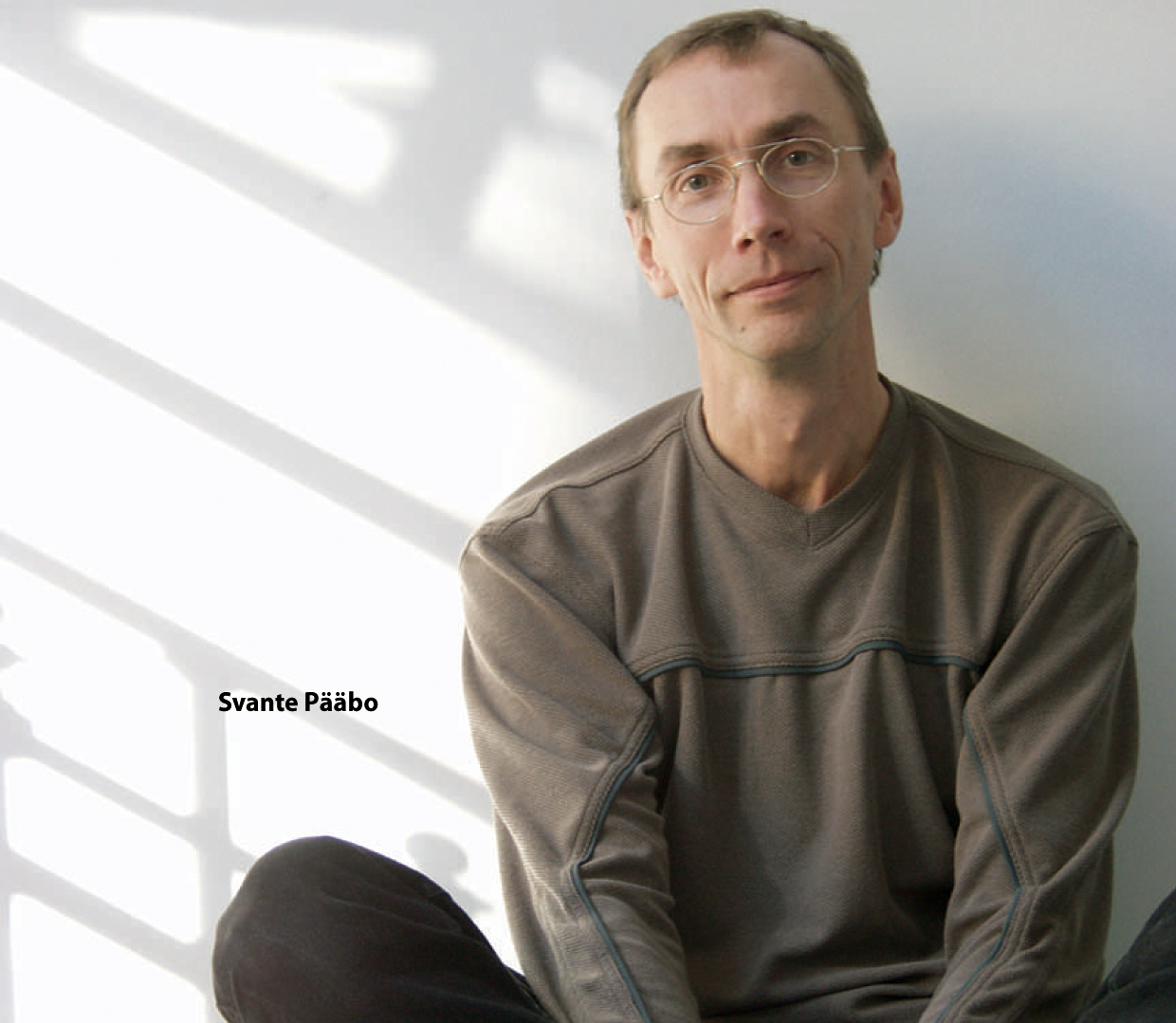
Svante Pääbo

- Karlsruhe/Deutschland: Der Bundesgerichtshof urteilt, das Gasversorger ihre Preise nicht mehr ausschließlich an die Entwicklung des Ölpreises binden dürfen.[47]
- Leipzig/Deutschland: Im Fachmagazin Nature berichtet eine Gruppe Forscher des Max-Planck-Instituts für evolutionäre Anthropologie um Svante Pääbo über die Entdeckung einer bis dahin unbekannten Population von Urmenschen, genannt Denisova-Mensch.[48]
- Washington, D.C. / Vereinigte Staaten: Gegen den deutschen Autobauer Daimler AG wird nach jahrelangen Ermittlungen eine Klage wegen Korruption eingereicht, wonach Daimler mit Bestechungsgeldern an Aufträge gekommen sein soll.[49]

### Donnerstag, 25. März 2010
- Duschanbe/Tadschikistan: Die Senatswahlen finden statt.

### Freitag, 26. März 2010
- Seoul/Südkorea: Beim Untergang des Kriegsschiffes Cheonan in der Nähe der nordkoreanischen Grenze kommen 46 Menschen ums Leben.[50]
- Washington, D.C. / Vereinigte Staaten: US-Präsident Barack Obama und der russische Ministerpräsident Dmitri Medwedew einigen sich auf ein Abrüstungsabkommen zur Reduzierung von Atomwaffen, welches das START-Abkommen ersetzt.[51]

### Samstag, 27. März 2010

Logo der Bank Austria

- Boulogne-Billancourt/Frankreich: Anlässlich der Earth Hour stellt der WWF 1.600 Pandabär-Modelle aus, da nach Berechnungen der Stiftung nur noch 1.600 Pandas in der Wildnis leben und die Existenz der Art stark bedroht ist.[52]
- Gland/Schweiz: Millionen Menschen in 125 Ländern folgen dem Aufruf der WWF und schalten während der vierten jährlichen Earth-Hour-Aktion von 20.30 Uhr bis 21.30 Uhr als Zeichen für den Klimaschutz elektrische Lichtquellen aus.[53]
- Zürich/Schweiz: Die Bank Austria muss aufgrund eines gerichtlichen Beschlusses 230 Millionen Euro an Deutschland zahlen. Der Betrag setzt sich aus Teilen des Vermögens der Sozialistischen Einheitspartei Deutschlands, die nach dem Ende der Deutschen Demokratischen Republik nach Österreich transferiert wurden, und Zinsen zusammen.[54]

### Sonntag, 28. März 2010

Flagge der Lord’s Resistance Army

- Hangzhou/China: Der Automobilhersteller Geely übernimmt für 1,8 Milliarden US-Dollar den schwedischen Automobilhersteller Volvo vom US-amerikanischen Automobilhersteller Ford.[55]
- Moskau/Russland: Mit der Zeitumstellung auf die Sommerzeit wechseln die Föderationssubjekte Region Kamtschatka, Oblast Kemerowo, Oblast Samara, Autonomer Kreis der Tschuktschen und Udmurtien ihre Zeitzonen, womit sich die Anzahl der russischen Zeitzonen von elf auf neun reduziert.[56]
- New York / Vereinigte Staaten: Die Menschenrechtsorganisation Human Rights Watch gibt bekannt, dass Rebellen der ugandischen Lord’s Resistance Army im Dezember 2009 ein schweres Massaker in der Demokratischen Republik Kongo verübten, bei dem mindestens 321 Menschen getötet und weitere 250 entführt wurden.[57]
- Rom/Italien: Bei den Regionalwahlen erlangen die Popolo della Libertà von Regierungschef Silvio Berlusconi in Kalabrien und Kampanien sowie der Koalitionspartner Lega Nord im Piemont, Venetien und in der Lombardei die Mehrheit in den Parlamenten.[58]

### Montag, 29. März 2010
- Moskau/Russland: Bei zwei Terroranschlägen in der Moskauer Metro werden 40 Menschen getötet und Dutzende weitere zum Teil schwer verletzt.[59]

### Dienstag, 30. März 2010

CERN-Logo

- Genf/Schweiz: Wissenschaftlern des europäischen Kernforschungszentrums CERN gelingt es mit Hilfe des LHC-Teilchenbeschleunigers, einen neuen Energierekord aufzustellen und somit einen Mini-Urknall zu simulieren.[60]

### Mittwoch, 31. März 2010
- Belgrad/Serbien: Das Parlament verabschiedet eine Resolution zur Verurteilung des Massakers von Srebrenica während des Bosnienkrieges und entschuldigt sich für die Gräueltaten.[61]
- Berlin/Deutschland: Die Bundesregierung beschließt die Einrichtung eines Stabilitätsfonds, der künftig in Not geratenen Banken helfen soll.[62]
- Brüssel/Belgien: Die im Kalten Krieg gegründete Westeuropäische Union (WEU) gibt ihre Auflösung bekannt. Gemäß Lissabon-Vertrag übernimmt die Europäische Union die Aufgaben der WEU.[63]
- Grosny/Russland: Doku Umarow, der frühere Präsident der Tschetschenischen Republik Itschkeria, übernimmt die Verantwortung für die Anschläge auf die Moskauer Metro.[64]
- Kisljar/Russland: Bei zwei Anschlägen in der Republik Dagestan kommen mindestens 12 Menschen ums Leben und über 20 weitere werden verletzt.[65]
- New York / Vereinigte Staaten: Vertreter aus mehr als 100 Ländern und der Vereinten Nationen sichern Haiti, das im Januar von einem verheerenden Erdbeben erschüttert wurde, Hilfen im Umfang von umgerechnet mehr als 7,4 Milliarden Euro zu.[66]

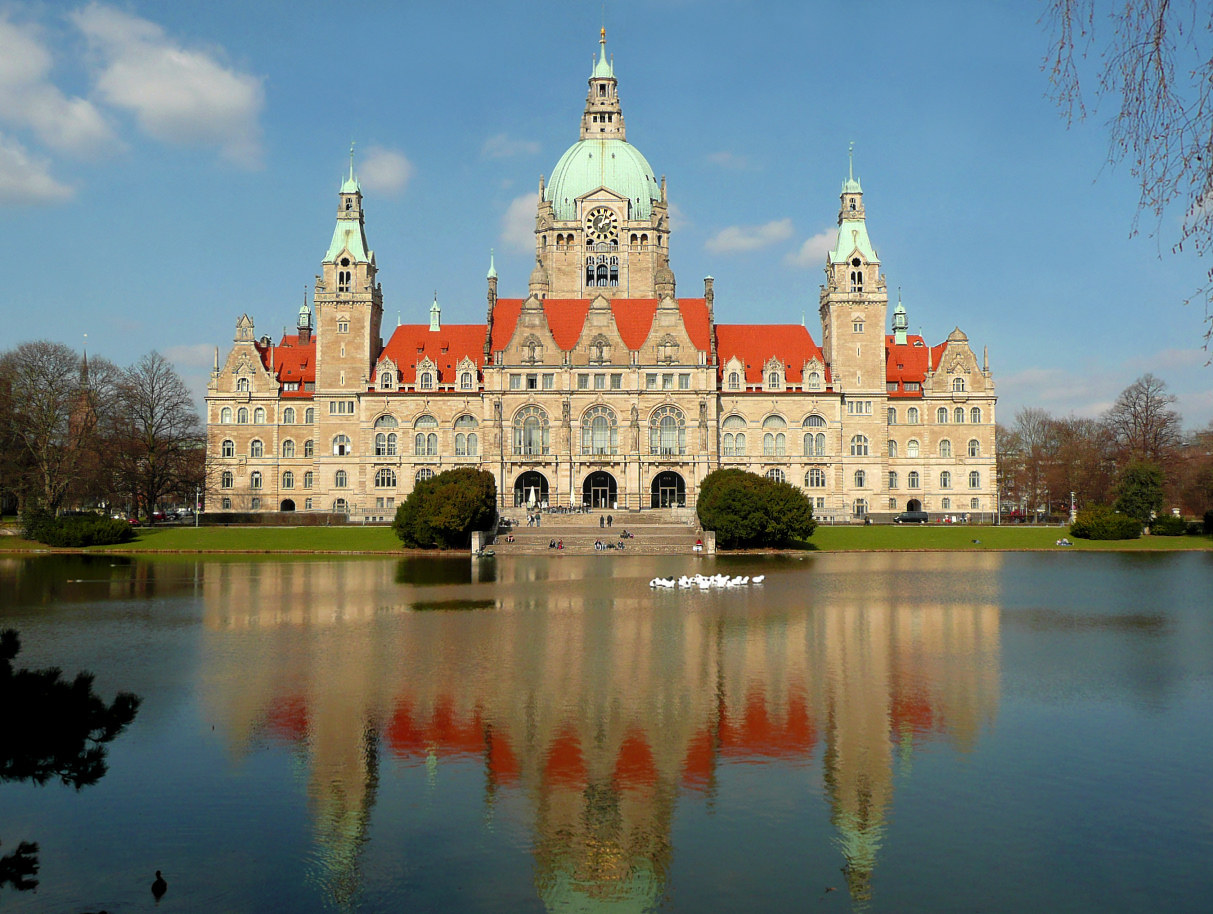
Hannover im März 2010